# NGC 4696C
NGC 4696C (другие обозначения — ESO 322-87, MCG -7-26-48, DRCG 56-67, DCL 222, PGC 43218) — спиральная галактика (Sb) в созвездии Центавр.
Этот объект не входит в число перечисленных в оригинальной редакции «Нового общего каталога» и был добавлен позднее.